# Noligwa
Noligwa est un site minier situé en Afrique du Sud. C'est l'une des plus grandes mines d'or du monde produisant 19 tonnes d'or par an et exploitée par la compagnie minière AngloGold Ashanti, deuxième société aurifère d'Afrique du Sud et la quatrième au monde, derrière la canadienne Barrick Gold, l'américaine Newmont Mining, et la sud-africaine Goldfields.
Noligwa est la troisième des mines d'or d'Afrique du Sud, derrière Driefontein, qui produit 35,7 tonnes d'or par an et qui extrait 28 à 29 tonnes d'or par an, toutes les deux appartenant elles à Goldfields, le principal rival d'AngloGold Ashanti.